# Station Aspley Guise
Aspley Guise is een station van National Rail in Aspley Guise, Central Bedfordshire in Engeland. Het station is eigendom van Network Rail en wordt beheerd door West Midland Trains. 